# Lena Öst
Helena Maria Öst, känd som Lena Öst, under en tid Öst Nilson, ursprungligen Järnberg, född 30 november 1958 i Vantörs församling i Stockholm, är en svensk sångerska.
Lena Öst tillhör den kända musikersläkten Öst från Hälsingland. Hon är dotter till Berndt Öst och Ulla, ogift Blomqvist, syster till Lili Öst samt sondotter till Viktor Järnberg och Anna Öst. I unga år medverkade hon på sin farmors skivor. Åren 1983–1989 var hon medlem av den sista konstellationen av Family Four som fadern hade grundat 1964. Därefter var hon medlem av 3xÖst.
Hon var 1995–2008 gift med musikern Pierre Nilson (född 1959), som är brorson till Alice Babs och sonson till Jean Nilson.

## Diskografi i urval
- 1976 – Låt mig få tända ett ljus, medverkar på Anna Östs skiva[3]
- 1979 – Jag sjunger mina sånger, medverkar på Anna Östs skiva[4]
- 1983 – Hästskit och fågelsång, Family Four[6]
- 1983 – Skona vår värld, Family Four[7]
- 1984 – Family four '84, Family four[8]